# Bezine
Bezine (szlovákul Bziny) korábban Alsókubin városrésze, 1993 óta önálló község Szlovákiában, a Zsolnai kerületben, az Alsókubini járásban.

## Fekvése
Alsókubintól központjától 2 km-re északkeletre, az Árva bal partján fekszik.

## Története
1343-ban említik először. A 14. században két részből állt, az egyik részt parasztok, a másik részt pásztorok lakták. A falu közel feküdt az egyik fő kereskedelmi úthoz. Lakói főként földműveléssel, állattenyésztéssel foglalkoztak.
A 18. század végén Vályi András így ír róla: „BZINNE. vagy Bzinye. Tót falu Árva Vármegyében, földes ura a’ Királyi Kamara, az Árvai Uradalomhoz tartozik, lakosai katolikusok, fekszik Árva vize mellett, Árva Várához 1/4. Alsó Kubinhoz pedig mintegy fél mértföldnyire. Határja homokos, és középszerű termésű, lakosai sok fénköveket, ’s köszörűket készítenek, és ezzel kereskednek, második Osztálybéli.”
Fényes Elek 1851-ben kiadott geográfiai szótárában így ír a faluról: „Bzinne, tót falu, Árva vgyében, az Árva bal partján: 591 kath., 1 ev., 7 zsidó lak., 26 sessio. Kőbánya. F. u. az árvai urad.”
A trianoni diktátumig Árva vármegye Alsókubini járásához tartozott.
1971-ben csatolták Alsókubinhoz. 1993 óta újra különálló község.

## Népessége
| Év:            | 1994. | 2004.    | 2014.   | 2024.   |
| -------------- | ----- | -------- | ------- | ------- |
| Emberek száma: | 417   | 529      | 562     | 598     |
| Eltérés:       |       | +26,85 % | +6,23 % | +6,40 % |

| Év:            | 2023. | 2024.   |
| -------------- | ----- | ------- |
| Emberek száma: | 591   | 598     |
| Eltérés:       |       | +1,18 % |

1910-ben 311, túlnyomórészt szlovák anyanyelvű lakosa volt.
2001-ben 518 lakosából 513 szlovák volt.
2011-ben 546 lakosából 533 szlovák volt.

## Nevezetessége
- Szűz Mária plébániatemplom. 1858-ban alapították.